# Josef Rank
Josef Rank (22. října 1833, Svatý Hubert – 12. ledna 1912, Praha-Holešovice), byl český slovníkář, lexikograf a archivář.

## Život
Josef Rank se narodil 22. října 1833 v obci Svatý Hubert. Jeho dětství i vzdělání ovlivnil strýc Josef Franta Šumavský, se kterým vyrůstal do sedmi let. V roce 1843 navštěvoval Amerlingovu školu Budeč na Novém Městě pražském. V letech 1852–1853 absolvoval Pražskou varhanickou školu. Na přelomu 50. a 60. let 19. století navštěvoval přednášky z historie Václava Vladivoje Tomka na pražské filozofické univerzitě. Studoval jazyky a dějepis. Stýkal se s českými obrozenci a buditeli, s J. Jungmannem, Š. Hněvkovským, J. Kalinou, V. Hankou, P. J. Šafaříkem, B. Němcovou, K. Havlíčkem Borovským a K. J. Erbenem. V roce 1857 získal Erbenovou zásluhou místo písaře v pražském městském archivu. Postupně zastával další funkce a postupně se stal adjunktem-úředníkem (1861), přednostou spisovny (1865), registrátorem (1871) a nakonec v roce 1896 ředitelem spisovny. Na postu ředitele spisovny setrval do konce dubna 1902, kdy na vlastní žádost odešel do výslužby. Kromě práce pro pražský městský archiv se věnoval tvorbě slovníků a psal odborné monografie. Jeho přičiněním se od roku 1871 úřadovalo ve spisovně pražského archivu česky. Byl spolupracovníkem a korektorem Riegrova slovníku naučného, Ottova slovníku naučného a byl autorem rejstříku ke třetímu dílu Palackého Dějin národa českého v Čechách a v Moravě. Za své zásluhy o česko-ruské přátelství byl roku 1889 poctěn briliantovým prstenem cara Alexandra. V dubnu 1908 byl postižen ochrnutím těla. Zemřel v Praze 12. ledna 1912. Byl pohřben na Olšanských hřbitovech.
Josef Rank byl ženatý s Marií, roz. Klatovskou (1849–1900). Měl čtyři dcery: Marii (*1875), Markétu (*1877), Olgu (*1879) a Alexandru (*1889).

## Dílo
- Kapesní slovník novinářský (1862)
- Rukověť k poznání ruského jazyka (1867–1888)
- Rusko-český slovník (1874)
- Čechy s mapou (1880)
- Příruční slovník všeobecných vědomostí (dvoudílný) (1882–1887)
- Mše pravoslavná – k tisícileté památce sv. Metoděje (1885)
- Kapesní slovník světový (1890)
- Malý slovník kapesní jazyka česko-německého (1897)
- Česko-ruský slovník (1902)
- Všeobecný slovník příručný jazyka českého i německého I. díl, česko-německý (rok neuveden)
- Všeobecný slovník příručný jazyka českého i německého II. díl, německo-český (rok neuveden)